# Aisonville-et-Bernoville
Aisonville-et-Bernoville est une commune française située dans le département de l'Aisne en région Hauts-de-France.

## Géographie

### Communes limitrophes
Le territoire de la commune est limitrophe de ceux de six communes :
| Seboncourt            |                          | Grougis    |
| Étaves-et-Bocquiaux   | Aisonville-et-Bernoville | Vadencourt |
| Montigny-en-Arrouaise |                          | Noyales    |

### Hydrographie

#### Réseau hydrographique
La commune est traversée par la ligne de partage des eaux entre les bassins hydrographiques Artois-Picardie et Seine-Normandie. Elle est drainée par la rigole de l'Oise et la rigole du Noirieux,.

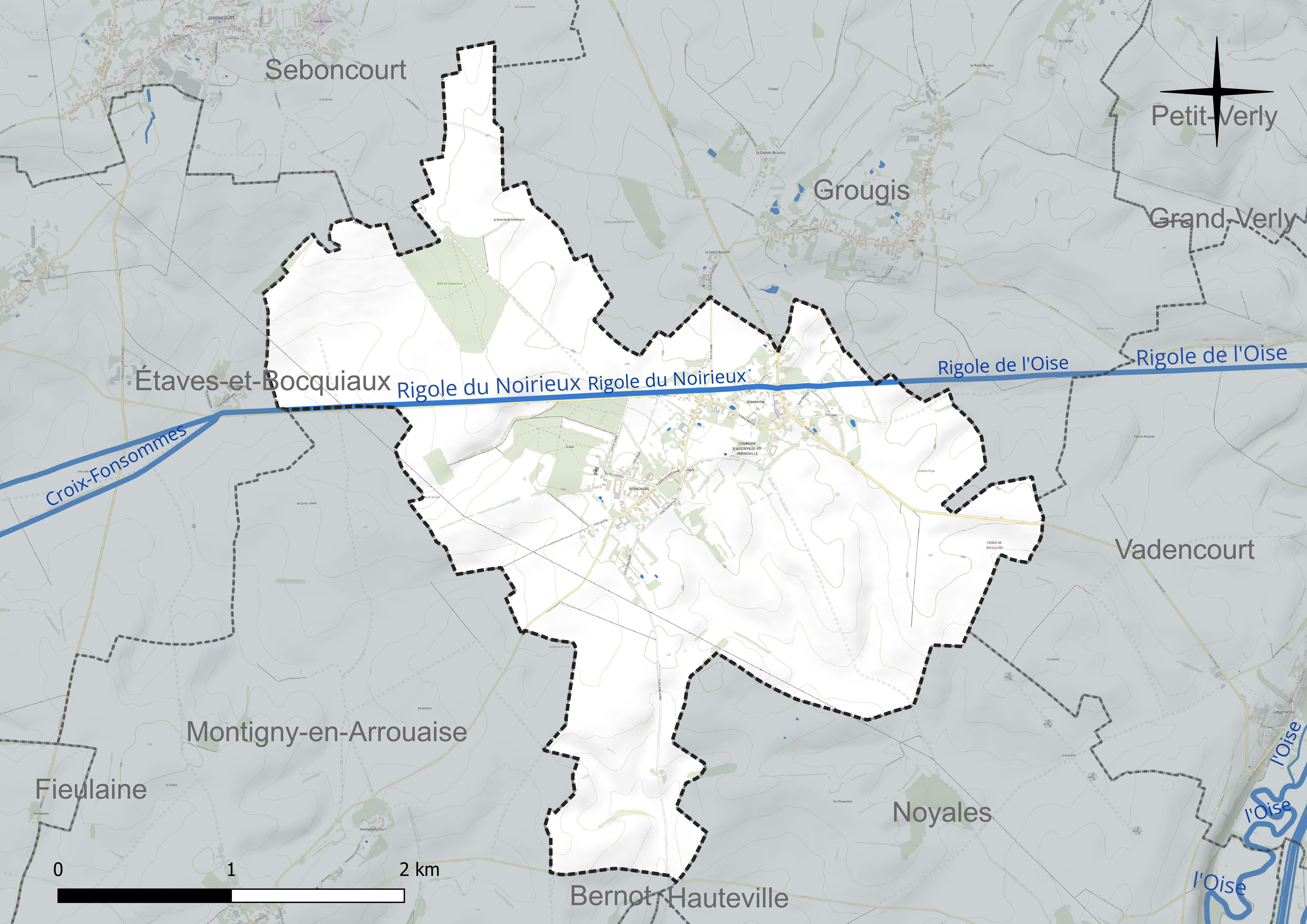
Réseau hydrographique d'Aisonville-et-Bernoville.

#### Gestion et qualité des eaux
Le territoire communal est couvert par le schéma d'aménagement et de gestion des eaux (SAGE) « Haute Somme ». Ce document de planification concerne un territoire de 1 798 km2 de superficie, délimité par le bassin versant de la Haute Somme est constitué d'un réseau hydrographique complexe de cours d'eau, de marais, d'étangs et de canaux. Le périmètre a été arrêté le 21 avril 2006 et le SAGE proprement dit a été approuvé le 15 juin 2017. La structure porteuse de l'élaboration et de la mise en œuvre est le syndicat mixte d'aménagement hydraulique du bassin versant de la Somme (AMEVA).
La qualité des cours d'eau peut être consultée sur un site dédié géré par les agences de l'eau et l'Agence française pour la biodiversité.

### Climat
Pour des articles plus généraux, voir Climat des Hauts-de-France et Climat de l'Aisne.
En 2010, le climat de la commune est de type climat océanique dégradé des plaines du Centre et du Nord, selon une étude du CNRS s'appuyant sur une série de données couvrant la période 1971-2000. En 2020, Météo-France publie une typologie des climats de la France métropolitaine dans laquelle la commune est exposée à un climat océanique altéré et est dans la région climatique Nord-est du bassin Parisien, caractérisée par un ensoleillement médiocre, une pluviométrie moyenne régulièrement répartie au cours de l'année et un hiver froid (3 °C).
Pour la période 1971-2000, la température annuelle moyenne est de 10 °C, avec  une amplitude thermique annuelle de 14,5 °C. Le cumul annuel moyen de précipitations est de 782 mm, avec 11,9 jours de précipitations en janvier et 9,2 jours en juillet. Pour la période 1991-2020 la température moyenne annuelle observée sur la station météorologique la plus proche, située sur la commune de Fontaine-lès-Clercs à 25 km à vol d'oiseau, est de 10,8 °C et le cumul annuel moyen de précipitations est de 683,4 mm,. Pour l'avenir, les paramètres climatiques de la commune estimés pour 2050 selon différents scénarios d'émission de gaz à effet de serre sont consultables sur un site dédié publié par Météo-France en novembre 2022.

## Urbanisme

### Typologie
Au 1er janvier 2024, Aisonville-et-Bernoville est catégorisée commune rurale à habitat dispersé, selon la nouvelle grille communale de densité à 7 niveaux définie par l'Insee en 2022.
Elle est située hors unité urbaine et hors attraction des villes,.

### Occupation des sols
L'occupation des sols de la commune, telle qu'elle ressort de la base de données européenne d'occupation biophysique des sols Corine Land Cover (CLC), est marquée par l'importance des territoires agricoles (88,4 % en 2018), en diminution par rapport à 1990 (89,7 %). La répartition détaillée en 2018 est la suivante : 
terres arables (83,6 %), forêts (6,1 %), zones urbanisées (5,5 %), prairies (4,8 %).
L'évolution de l'occupation des sols de la commune et de ses infrastructures peut être observée sur les différentes représentations cartographiques du territoire : la carte de Cassini (XVIIIe siècle), la carte d'état-major (1820-1866) et les cartes ou photos aériennes de l'IGN pour la période actuelle (1950 à aujourd'hui).

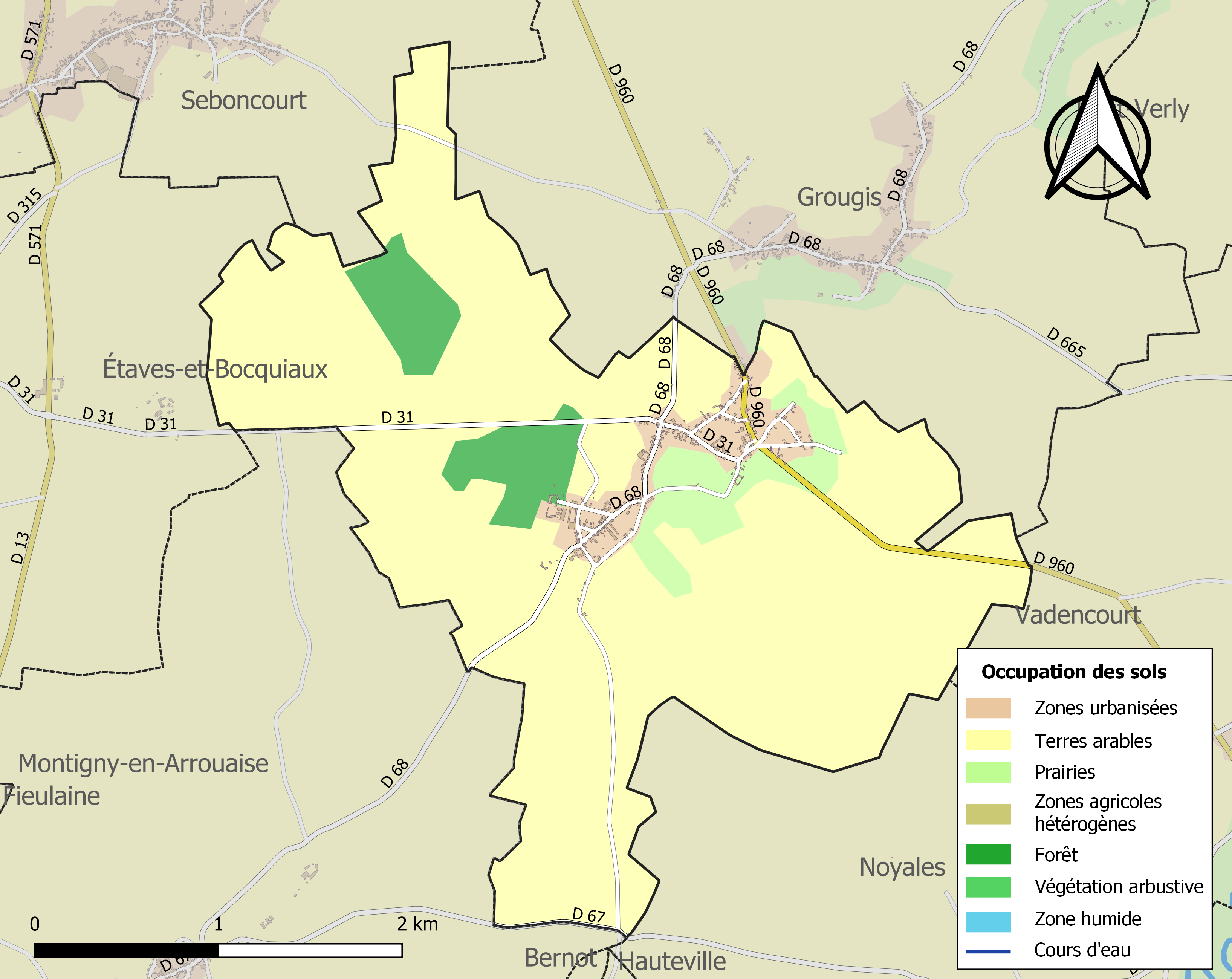
Carte des infrastructures et de l'occupation des sols de la commune en 2018 (CLC).

## Toponymie

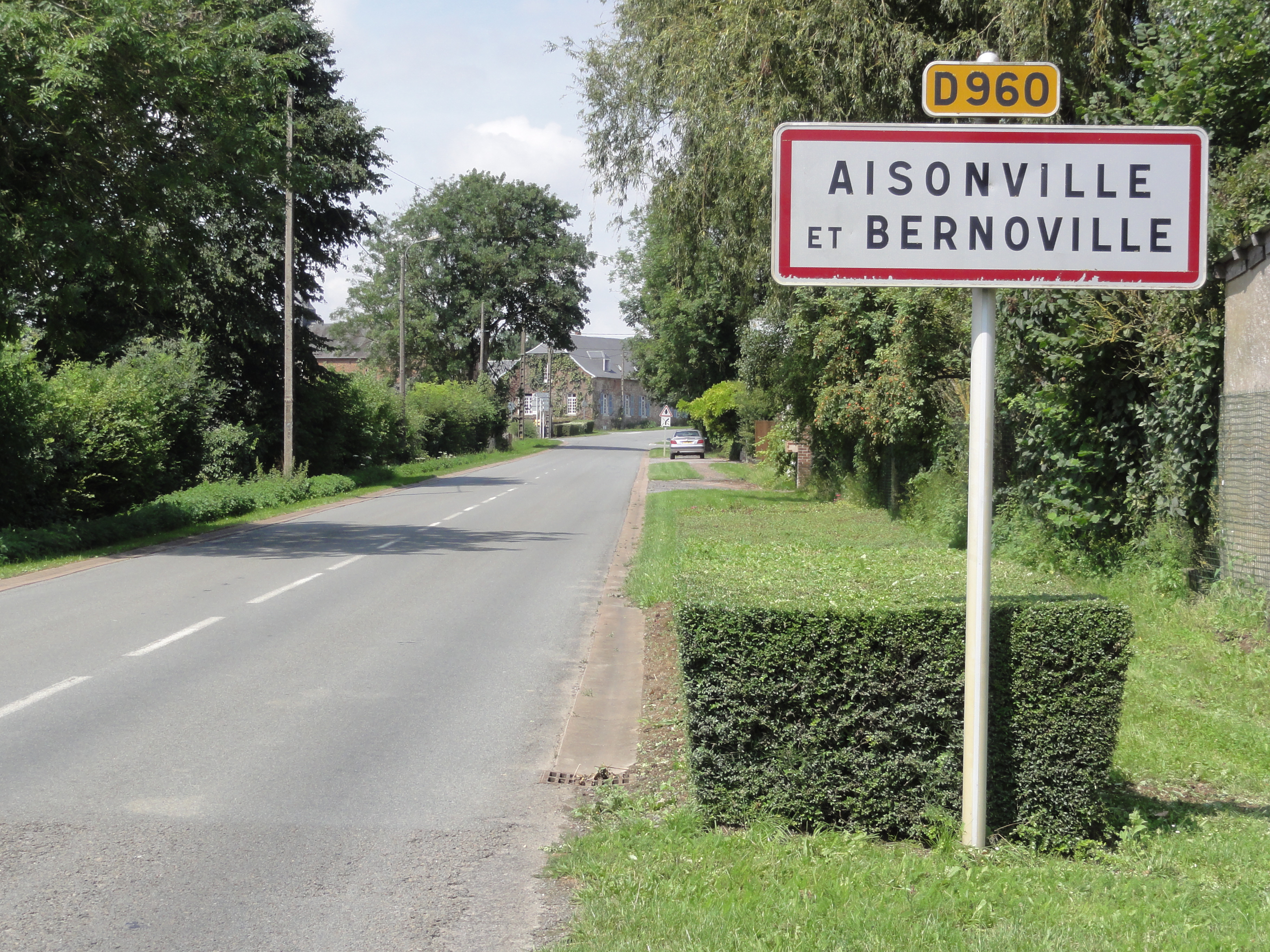
Panneau indicateur.

Aisonville: Le nom du village apparaît pour la première fois en 1151 sous l'appellation latine de Aisunvilla.  Ce nom évoluera  en fonction des différents transcripteurs :Aisunville en 1151 dans un cartulaire de l'Abbaye de Fesmy, puis Asionvilla, Aysonvilla, Aisonville, Esonville, Haisonville, Aizonville, Hezonville, Ysonville et enfin l'orthographe actuelle Aisonville sur la Carte de Cassini au milieu du XVIIIe siècle
.

Bernoville: Le nom du village apparaît pour la première fois en 1157 sous l'appellation latine de Bernonvilla puis Bernevilla, Bernonville et enfin   l'orthographe actuelle Bernoville sur la Carte de Cassini au milieu du XVIIIe siècle
.
Jusqu'en 1790, il existait deux paroisses distinctes, Aisonville et Bernoville. Elles furent réunies par la Révolution française qui créa la commune d'Aisonville-et-Bernoville.

## Histoire

### Histoire de la commune
|  |  |

Jusqu'en 1790, il existait deux paroisses distinctes, Aisonville et Bernoville. Elles furent réunies par la Révolution française qui créa la commune d'Aisonville-et-Bernoville.
Du 10 au 18 octobre 1918, la bataille d'Aisonville-et-Bernoville monopolisa près de 10 régiments français qui vinrent à bout d'une puissante armée allemande retranchée dans le village. Côté français il y eut deux mille victimes, dont 305 morts.

### L'ancienne voie ferrée
De 1900 à 1951, Aisonville a possédé une gare située  dans le bas du village, rue de la Gare (de nos jours, la gare est devenue une habitation). Elle faisait de la ligne de chemin de fer de Guise au Catelet, ligne à voie métrique réalisée sous le régime des « voies ferrées d'intérêt local » reliant  Le Catelet-Gouy à Bohain  puis Guise. Elle servait pour le transport du courrier, des marchandises, des betteraves et surtout des habitants et des ouvriers qui se rendaient soit à Guise ou à Bohain. Elle se trouve à moins de 2 km de sa voisine, la gare de Grougis ; contrairement à d'autres sections qui sont devenues des chemins ou des sentiers de randonnée, la voie reliant Aisonville à Grougis n'est plus visible.

Après 1945, le trafic décline, du fait de l'essor du transport des marchandises par camion et des voyageurs par autobus. Le département de l'Aisne, propriétaire de la ligne, décide de son déclassement le 1er janvier 1951.

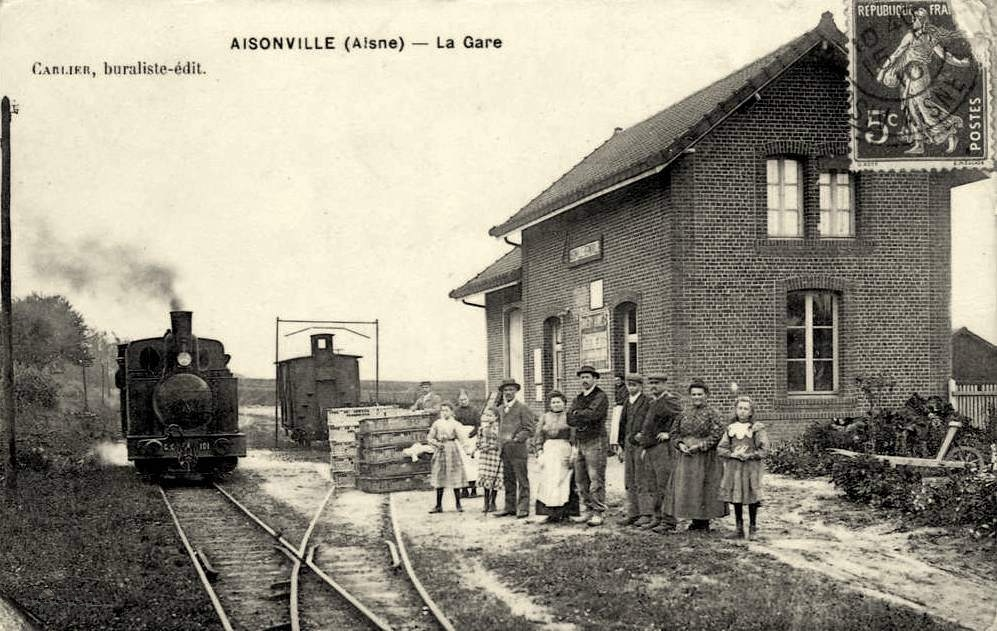
La gare vers 1910 (carte postale).
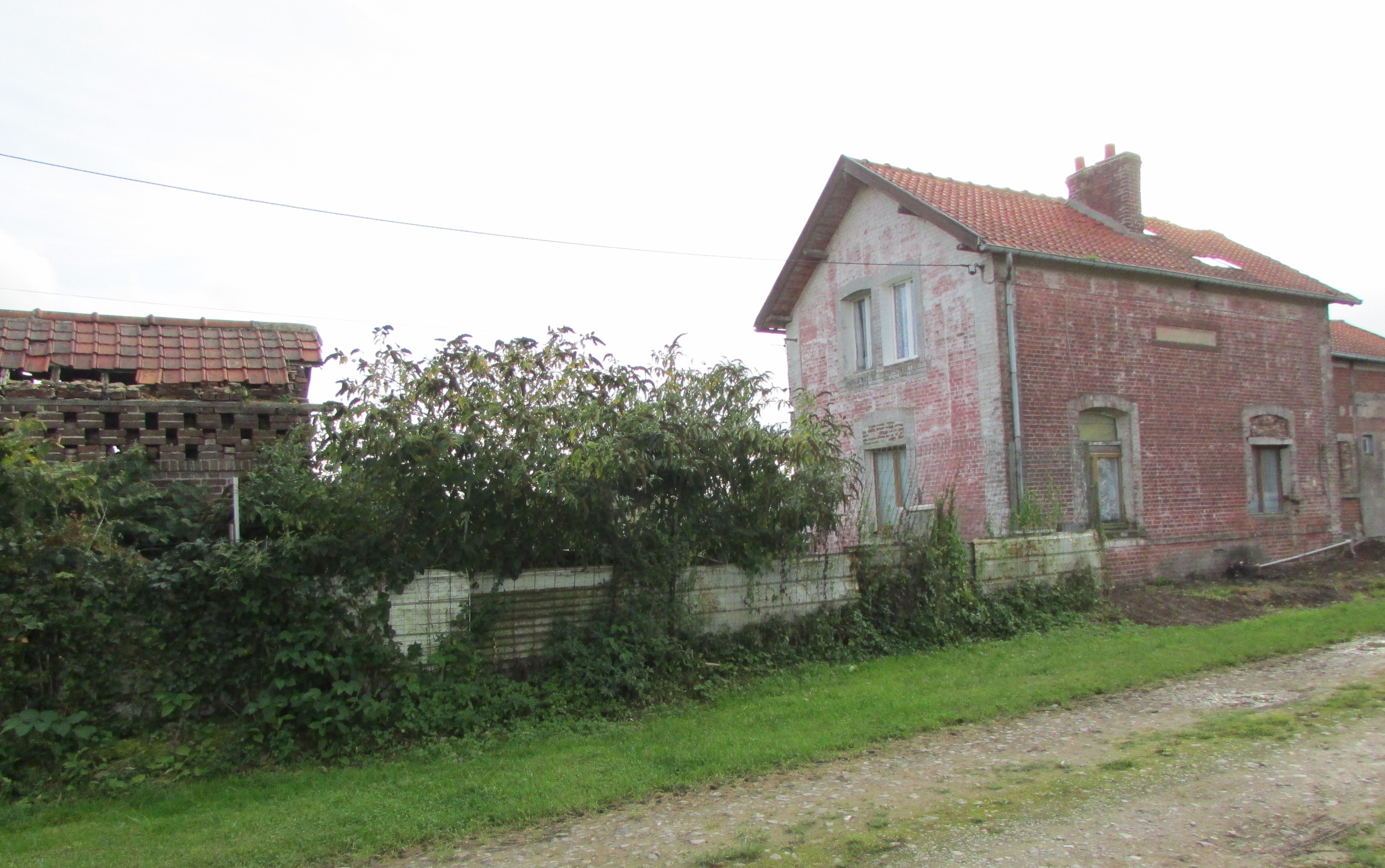
La gare de nos jours, transformée en habitation.
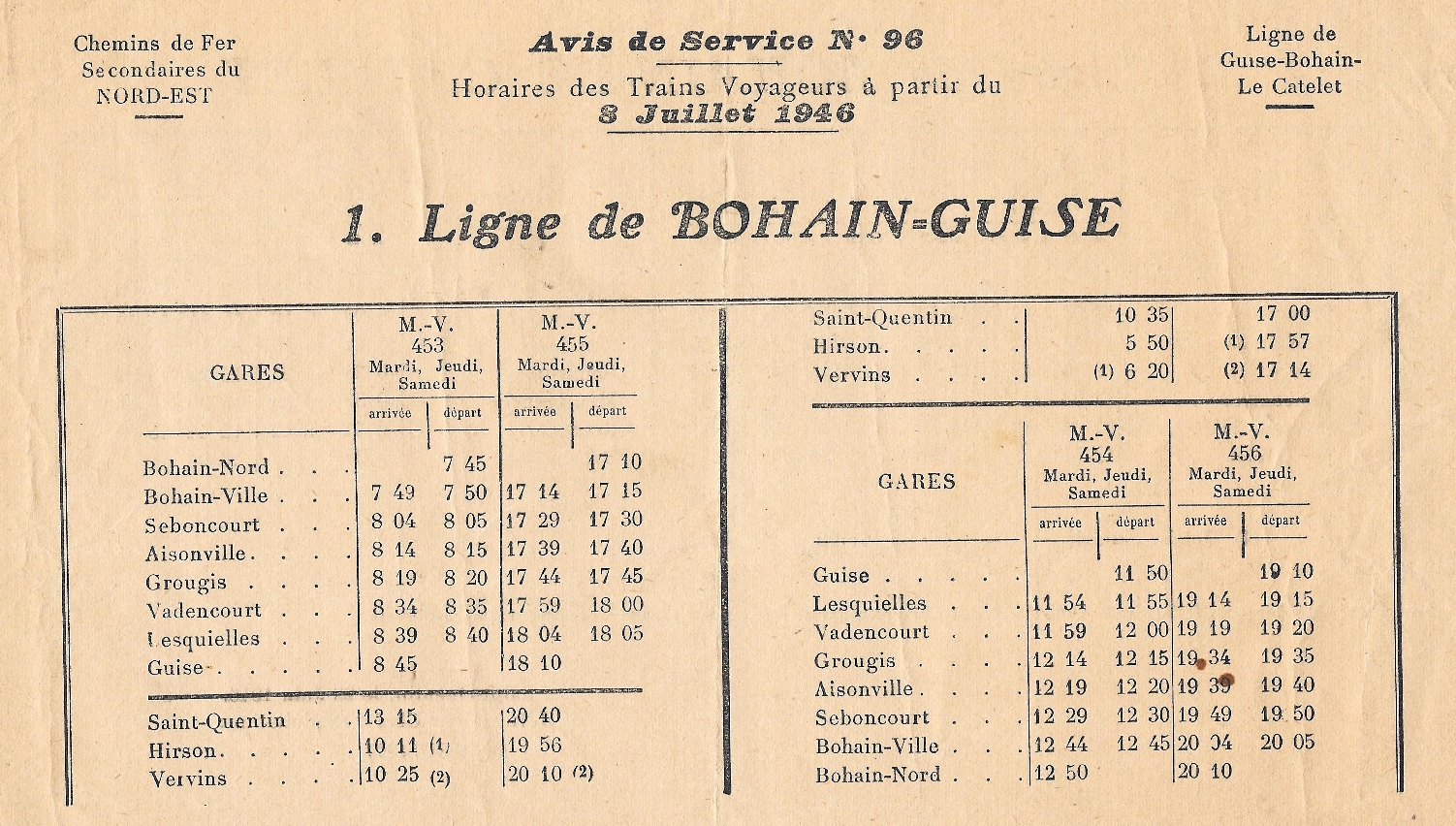
Horaire des trains en 1946.
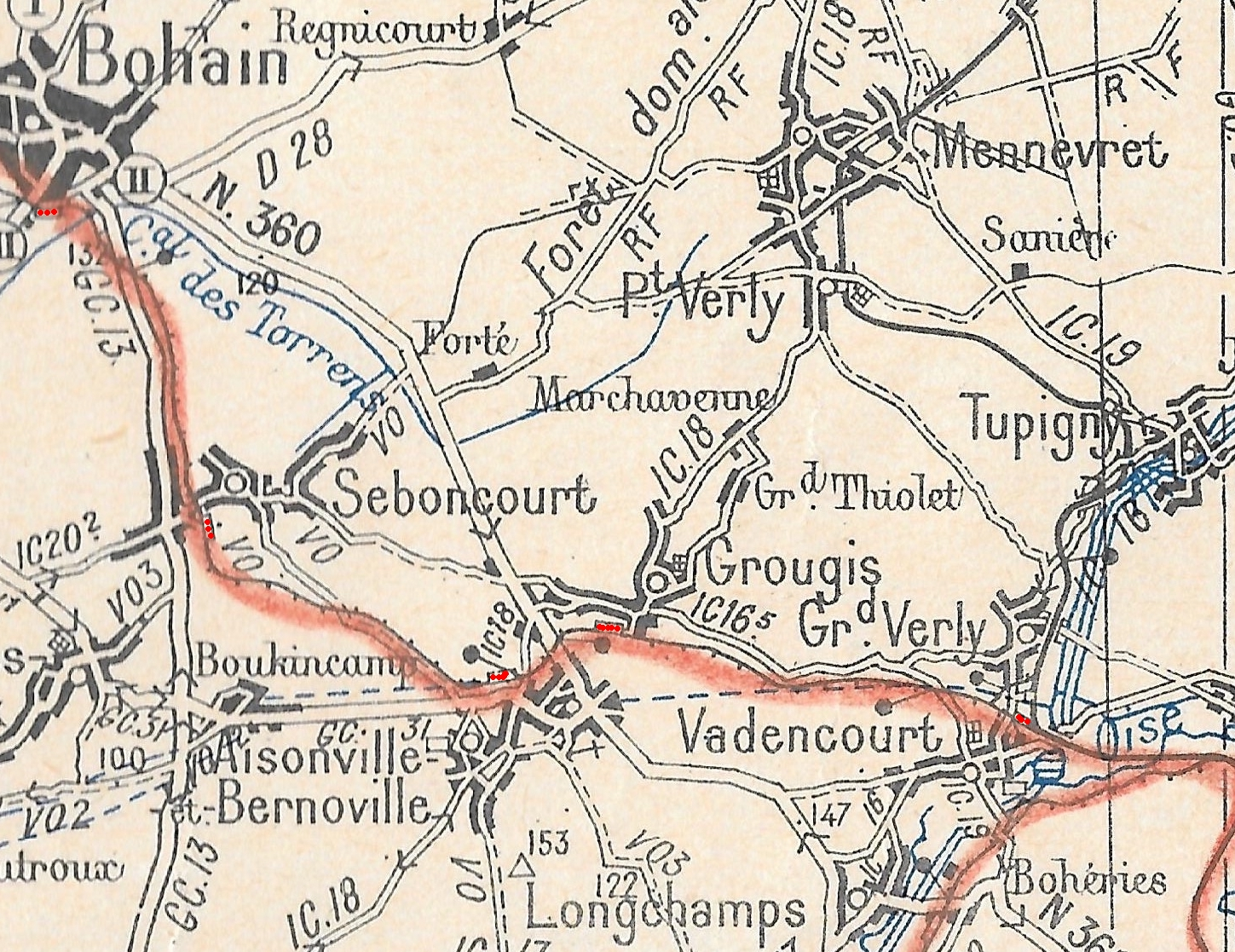
Carte de la ligne Bohain-Guise (tracé en rouge ; la gare d'Aisonville est symbolisée par un rectangle rouge).

## Politique et administration

### Rattachements administratifs et électoraux
La commune se trouve dans l'arrondissement de Vervins du département de l'Aisne. Pour l'élection des députés, elle fait partie depuis 1958 de la troisième circonscription de l'Aisne.
Elle fait partie depuis 1790 du canton de Guise. Dans le cadre du redécoupage cantonal de 2014 en France, ce canton, où la commune est toujours intégrée, s'agrandit et passe de 19 à 45 communes.

### Intercommunalité
La commune était membre de la communauté de communes de la Région de Guise créée en 1993.
Dans le cadre des dispositions de la loi portant nouvelle organisation territoriale de la République (Loi NOTRe), qui vise entre autres à renforcer les intercommunalités et prévoit que, sauf cas particulier, celles-ci doivent avoir un minimum de 15 000 habitants, cette petite intercommunalité a fusionné avec la communauté de communes de la Thiérache d'Aumale, qui, avec moins de 6 000 habitants, était loin du seuil démographique requis.
C'est ainsi qu'a été créée le 1er janvier 2017 la communauté de communes Thiérache Sambre et Oise, dont la commune est désormais membre.

### Liste des maires
| Période                                  | Période                       | Identité         | Étiquette | Qualité                        |
| ---------------------------------------- | ----------------------------- | ---------------- | --------- | ------------------------------ |
| Les données manquantes sont à compléter. |                               |                  |           |                                |
| mars 2001                                | novembre 2015                 | Alain Violette,  | DVD       | Démissionnaire                 |
| janvier 2016                             | En cours (au 11 juillet 2020) | Christian Parent |           | Réélu pour le mandat 2020-2026 |

## Démographie
L'évolution du nombre d'habitants est connue à travers les recensements de la population effectués dans la commune depuis 1793. Pour les communes de moins de 10 000 habitants, une enquête de recensement portant sur toute la population est réalisée tous les cinq ans, les populations de référence des années intermédiaires étant quant à elles estimées par interpolation ou extrapolation. Pour la commune, le premier recensement exhaustif entrant dans le cadre du nouveau dispositif a été réalisé en 2004.

En 2022, la commune comptait 257 habitants, en évolution de +2,39 % par rapport à 2016 (Aisne : −1,97 %, France hors Mayotte : +2,11 %).
| 1793 | 1800 | 1806 | 1821 | 1831 | 1836 | 1841 | 1846 | 1851  |
| ---- | ---- | ---- | ---- | ---- | ---- | ---- | ---- | ----- |
| 461  | 485  | 542  | 645  | 723  | 727  | 830  | 921  | 1 059 |

| 1856  | 1861  | 1866  | 1872  | 1876  | 1881 | 1886 | 1891 | 1896 |
| ----- | ----- | ----- | ----- | ----- | ---- | ---- | ---- | ---- |
| 1 160 | 1 291 | 1 313 | 1 242 | 1 102 | 922  | 777  | 723  | 623  |

| 1901 | 1906 | 1911 | 1921 | 1926 | 1931 | 1936 | 1946 | 1954 |
| ---- | ---- | ---- | ---- | ---- | ---- | ---- | ---- | ---- |
| 585  | 534  | 525  | 415  | 412  | 415  | 401  | 406  | 427  |

| 1962 | 1968 | 1975 | 1982 | 1990 | 1999 | 2004 | 2006 | 2009 |
| ---- | ---- | ---- | ---- | ---- | ---- | ---- | ---- | ---- |
| 388  | 343  | 300  | 251  | 216  | 291  | 300  | 297  | 290  |

| 2014 | 2019 | 2022 | - | - | - | - | - | - |
| ---- | ---- | ---- | - | - | - | - | - | - |
| 256  | 262  | 257  | - | - | - | - | - | - |

## Économie
En 1994, une brasserie s'installe dans ce village, une microbrasserie reprenant una activité brassicole antérieure, et dont la production principale est la bière ambrée Bernoville. Elle produit également « La Bière du Pays de Guise ». Elle ferme en 2001.

## Culture locale et patrimoine

### Lieux et monuments
- L'église Saint-Jean d'Aisonville-et-Bernoville à Aisonville.
- L'église Notre-Dame-de-la-Nativité de Bernoville.
- Monument aux morts.

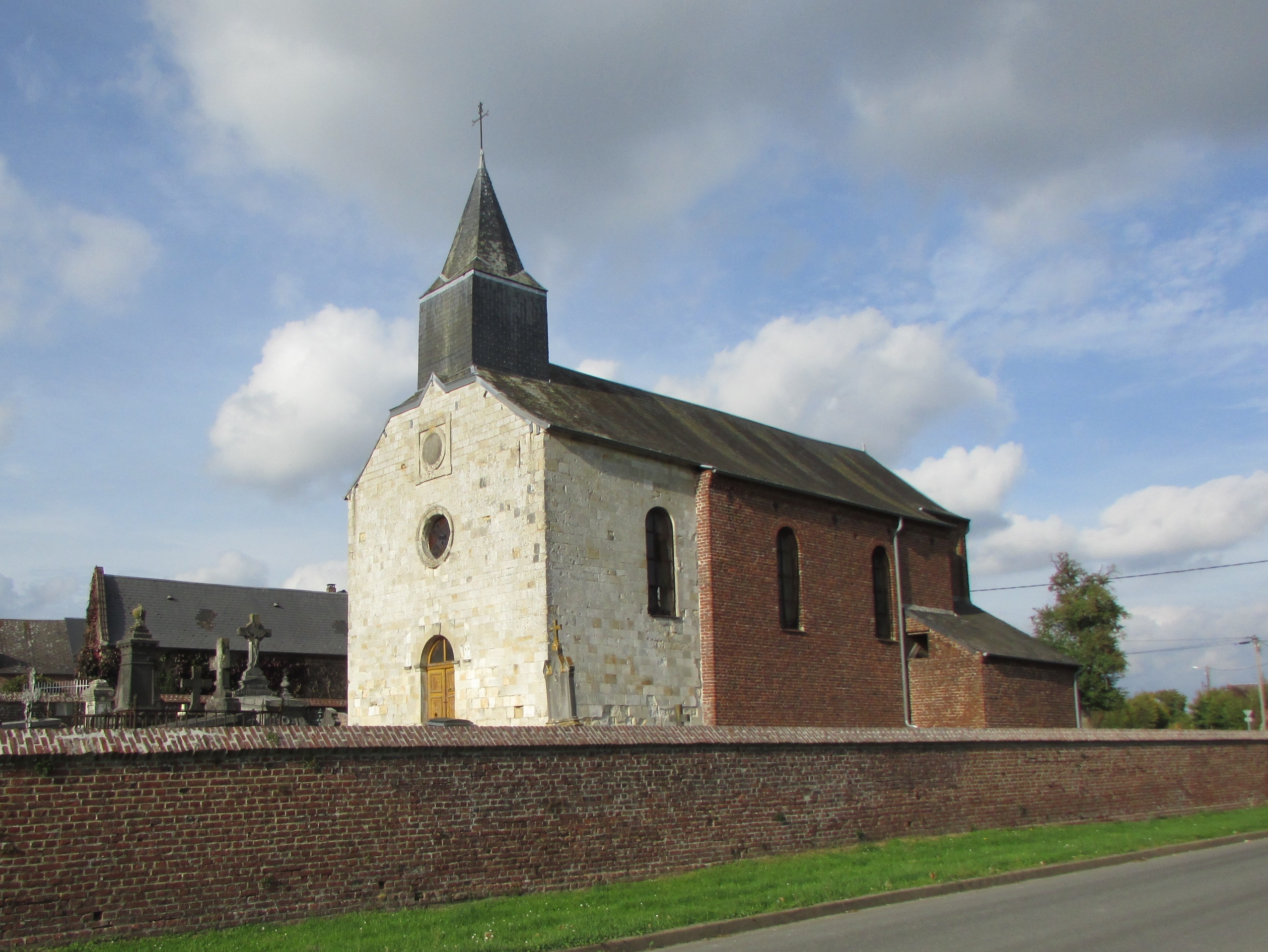
Vue de l'église Saint-Jean, au milieu du cimetière.
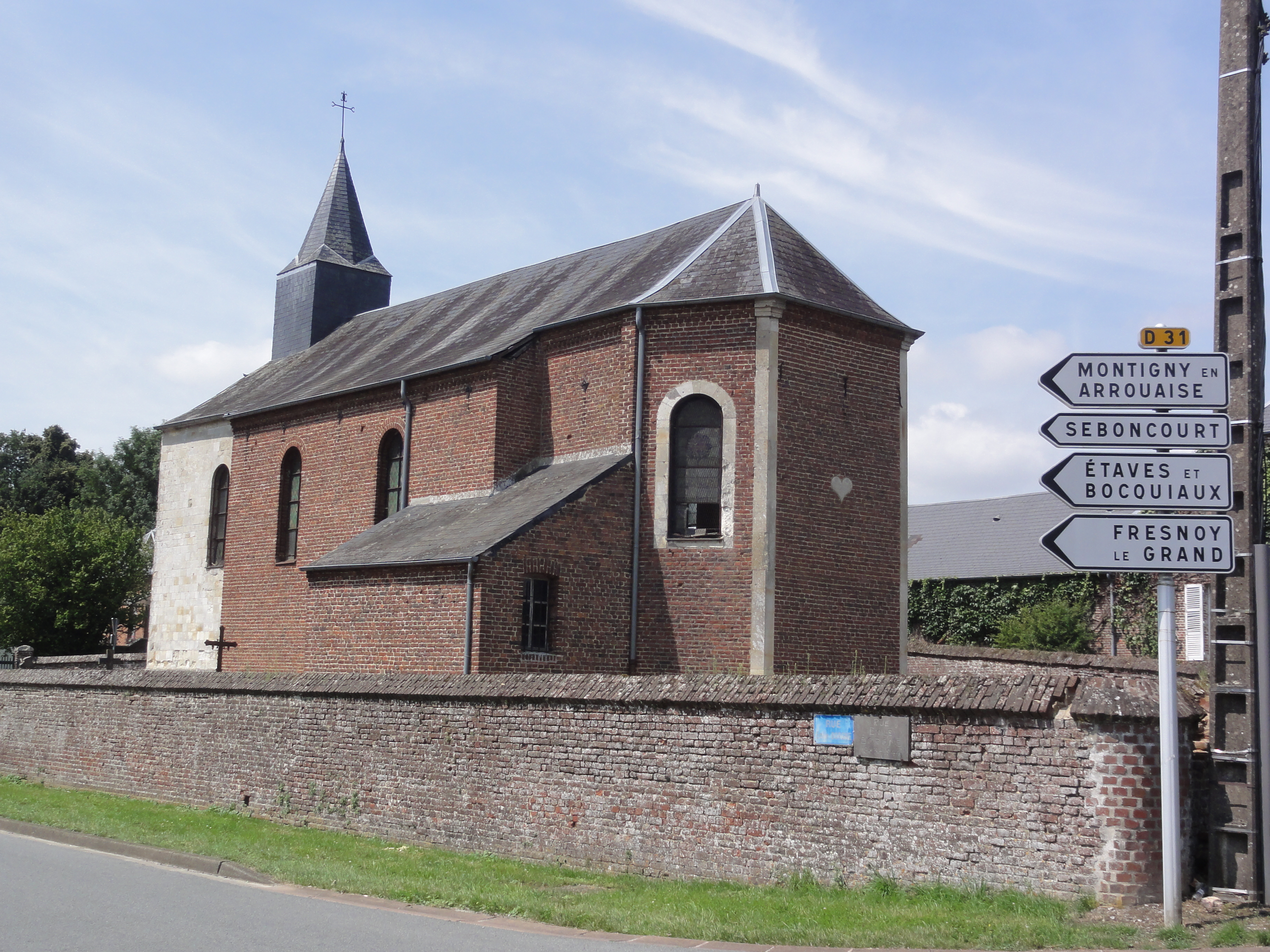
Église Saint-Jean, Aisonville.
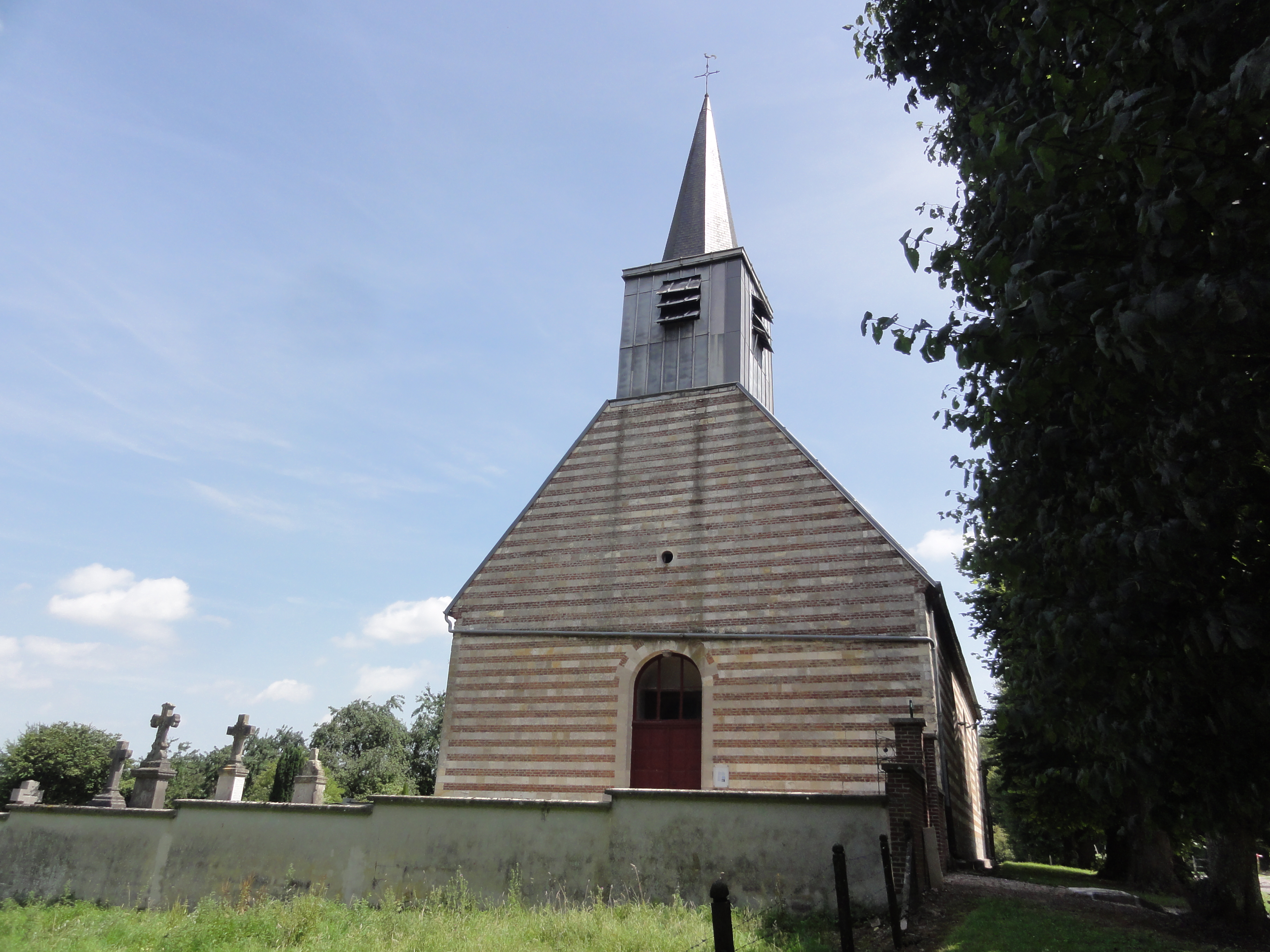
Église Notre-Dame-de-la-Nativité de Bernoville.
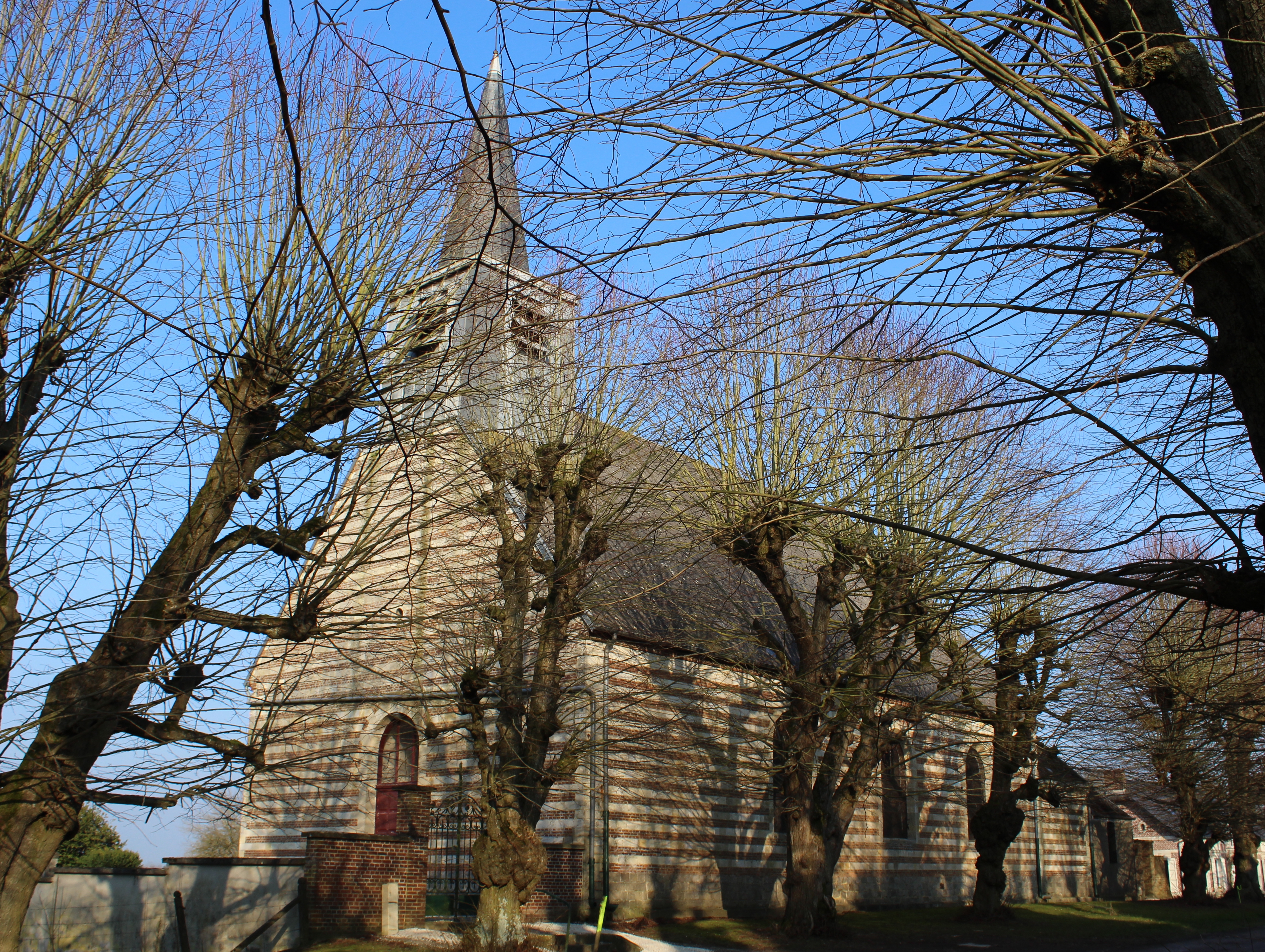
Église Notre-Dame-de-la-Nativité de Bernoville.
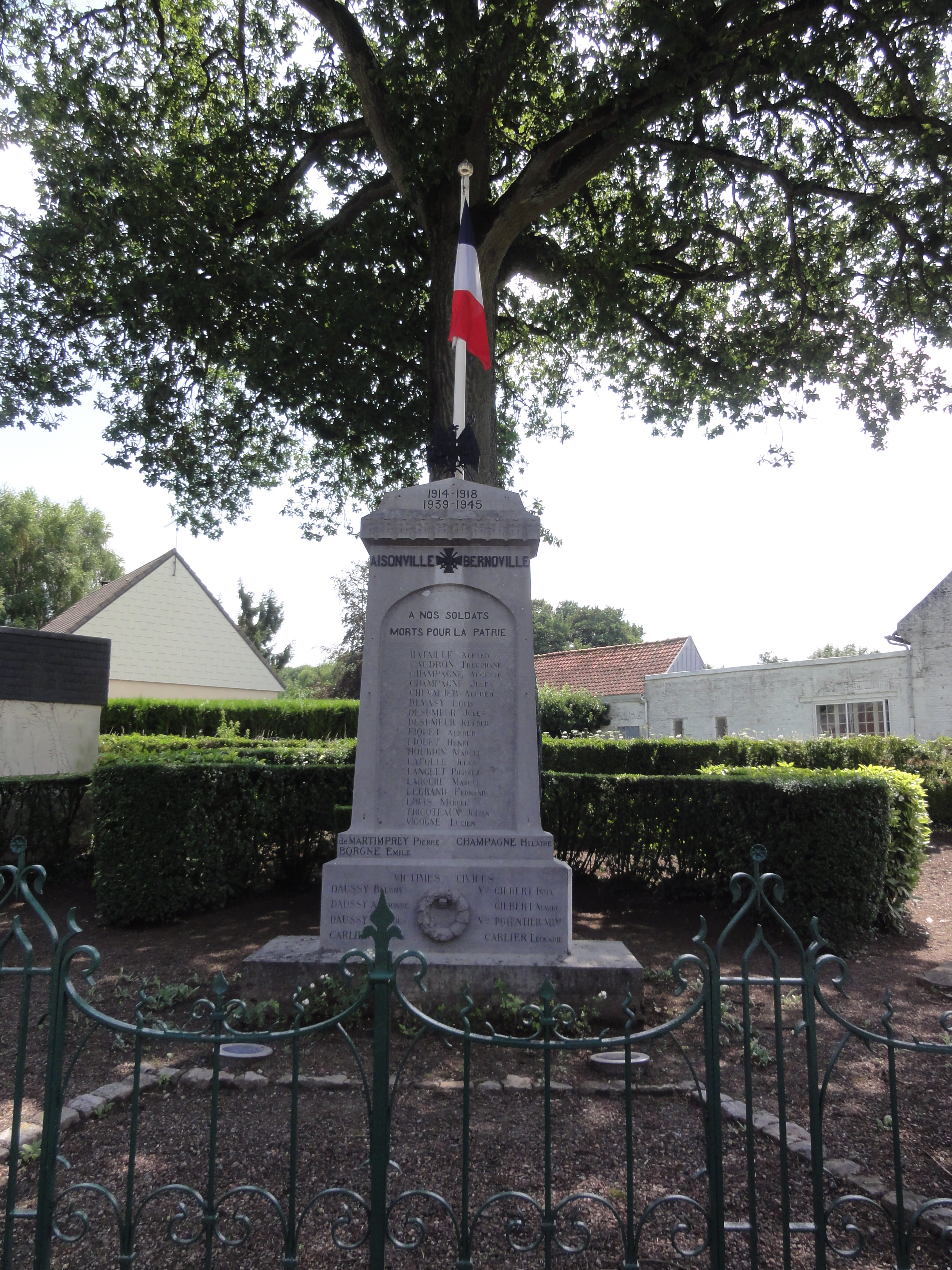
Le monument aux morts.

- Le château de Bernoville, d'une architecture régionale en brique et pierre de taille, construit dans la première moitié du XVIIIe siècle est classé « monument historique » partiellement depuis le 24 décembre 1997[26]. Les anciennes écuries sont reconverties en hôtel trois étoiles.
- Des fermes remarquables.

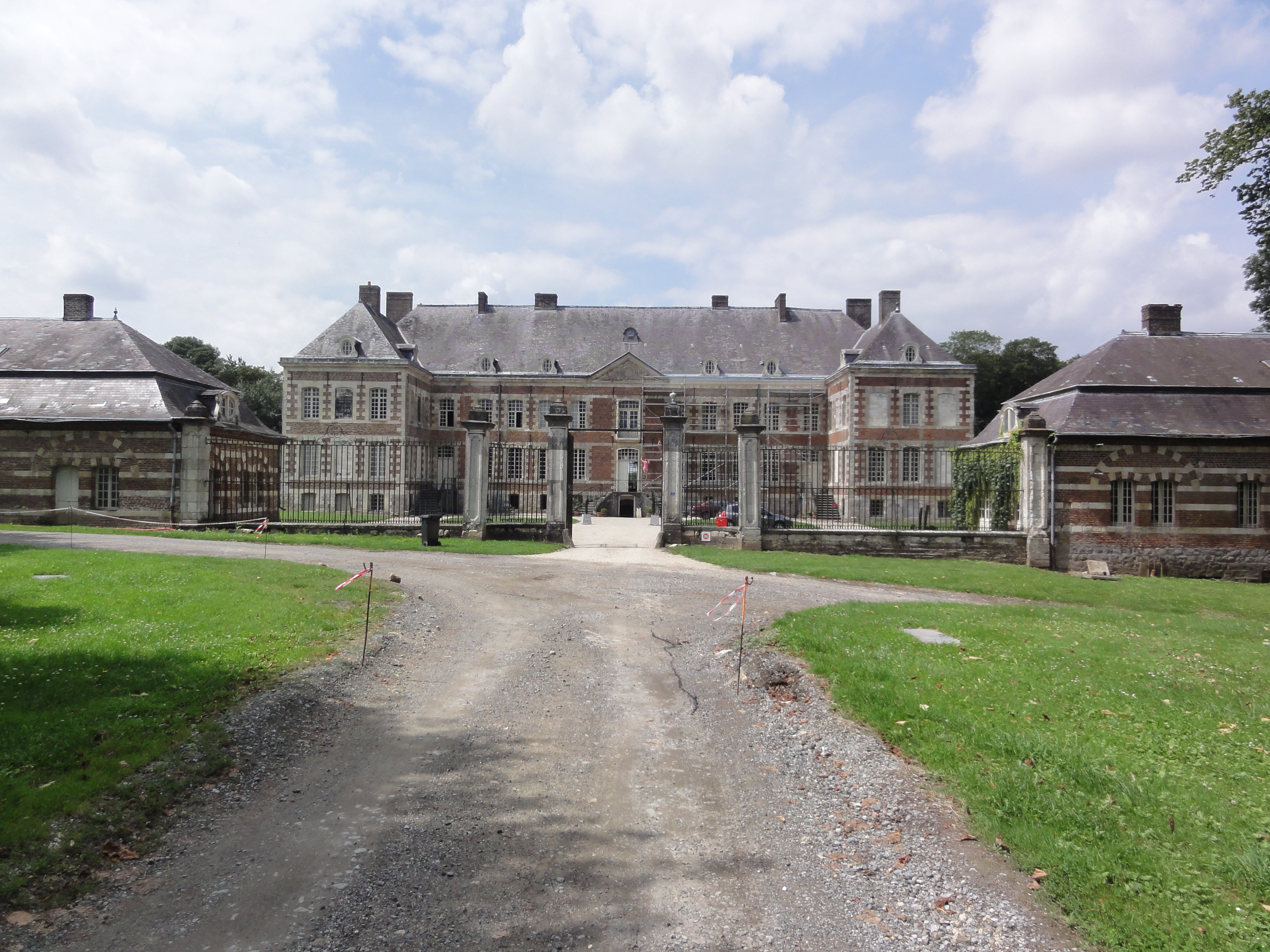
Château de Bernoville.
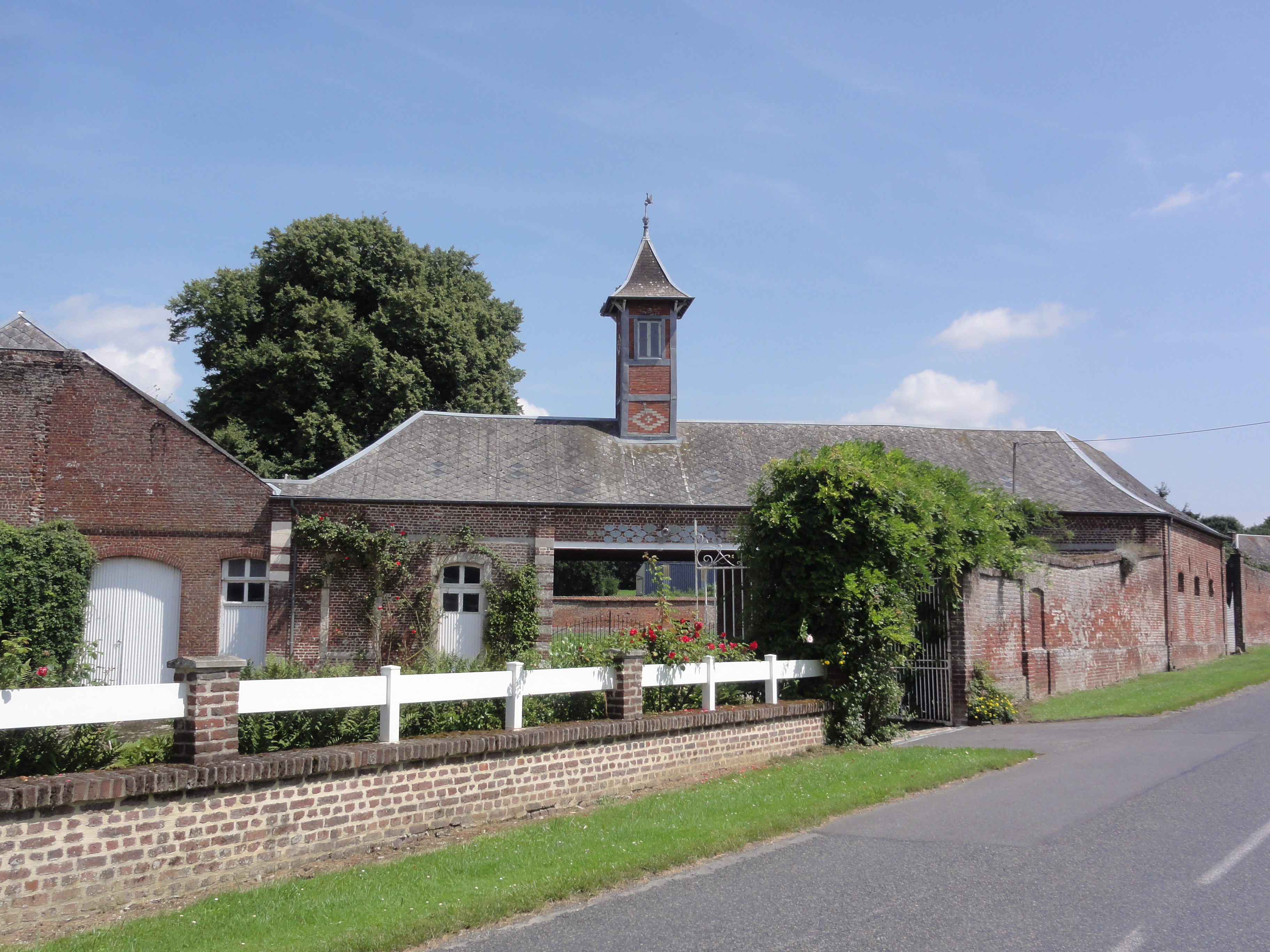
Porche d'une ferme à Aisonville.
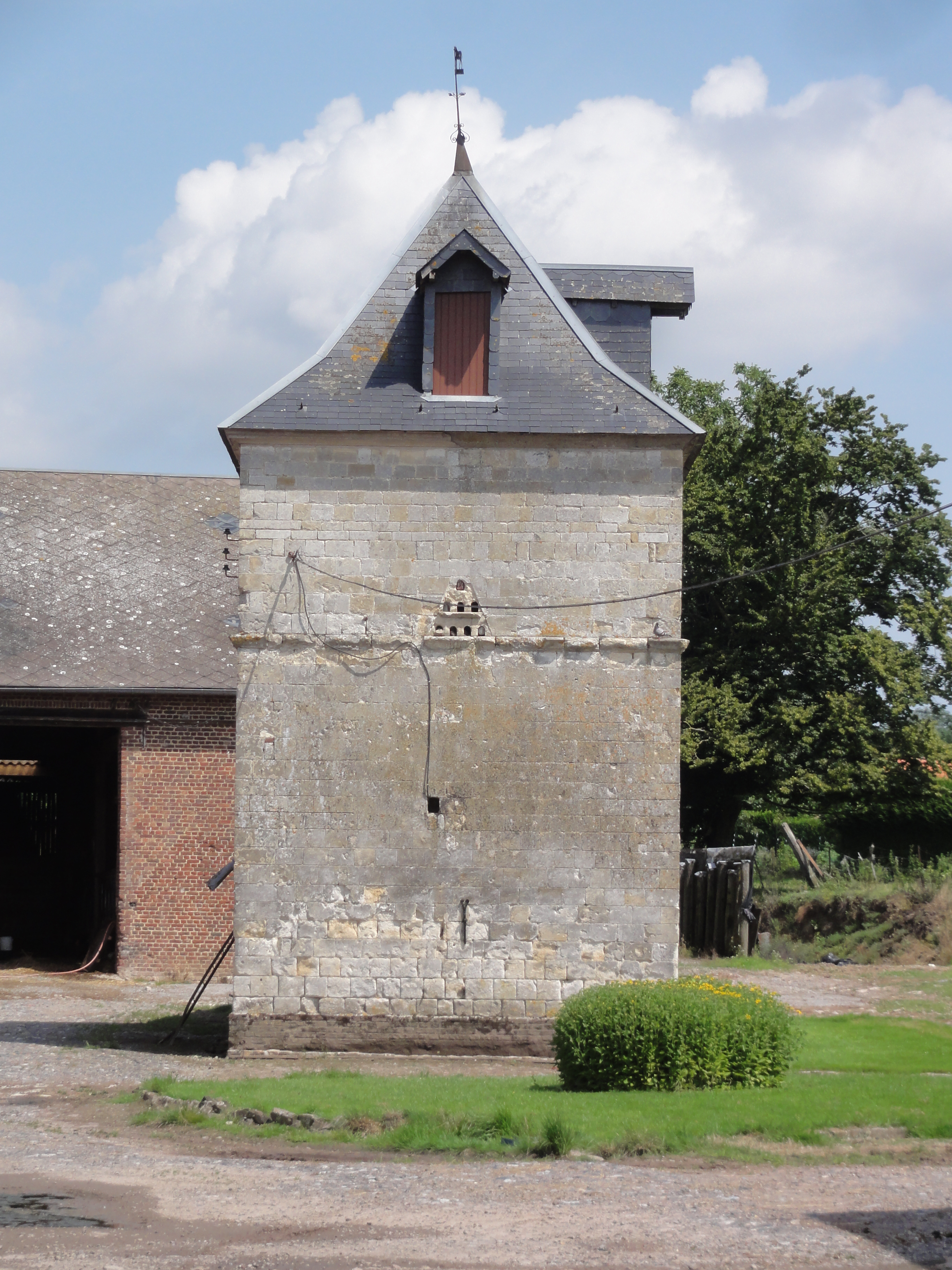
Tour-pigeonnier d'une ferme à Aisonville.

### Personnalités liées à la commune
Décédée en 1777, dame Marie Martine Camps-Laurent, épouse de Ferdinand de l'Epine, était dame de Bernoville, d'Aisonville, de Roberfart et autres lieux.
Son testament du 10 mai 1774, qui faisait de son mari son légataire universel, a été annulé par un arrêt du parlement de Paris du 1er septembre 1780.

### Héraldique
| Blason de Aisonville-et-Bernoville | Blason  | Parti : au 1er d'azur au chevron d'or, accompagné en pointe d'un lion du même, au chef d'or plain, au 2e de sable à trois oies essorantes d'argent, becquées et membrées au naturel, rangées en pal et à la filière d'or. Ornements extérieursCroix de guerre 1914-1918 |
| Blason de Aisonville-et-Bernoville | Détails | Le premier parti représente les armes de la famille de Chastenet de Puységur, originaire de Lectoure et anoblie au XVIe siècle. En épousant le 16 avril 1644 Marguerite du Bois du Liège, fille de Jacques du Bois, chevalier et seigneur de Bernoville, Jacques de Chastenet (1600-1682) devient seigneur de Bernoville, Aisonville et d'autres lieux. Son fils Jacques François Maxime (1656-1743), maréchal de France, fera construire le château de Bernoville. La famille restera seigneur du lieu jusqu'en 1783, appartenant alors au fils du maréchal : François Jacques. Le second parti fait référence à Aisonville qui tirerait son nom d'une troupe d'oies sauvages venue séjourner sur les étangs du lieu (émail de sable). Adopté en septembre 2018. |

## Pour approfondir